# Мизорам
Мизорам (на хинди: मिज़ोरम; на английски: Mizoram) е щат в североизточна Индия. Наименованието произлиза от „ми“ (народ), „зо“ (хълм) и „рам“ (земя).

## География
Мизорам е разположен в североизточна Индия без излаз на море. На север Мизорам граничи с три щата – Трипура, Асам и Манипур. На запад граничи с Бангладеш, а на юг и изток граничи с Мианмар.
Столица на щата, както и най-голям град, е Айзал.
Населението на Мизорам е 1 091 014 души според преброяването от 2011 г., което го прави вторият най-слабо населен щат в Индия. Мизорам има площ от приблизително 21 081 квадратни километра, което го прави петият най-малък щат в страната. Около 91% от територията е залесена.
Най-високата точка в Мизорам е връх Фангпуй (2157 м), намиращ се близо до границата с Мианмар.

## История
Произходът на племето Мизо е неясен.
Регионът, където днес се намира Мизорам, официално става част от Британска Индия през 1895 г. Скоро след това започват да пристигат християнски мисионери и преобладаващата част от населението бива покръстена през първата половина на 20. век.

## Политика
След анексирането от страна на британците през 1890 г. Северен Мизорам става част от щата Асам, а южен – част от Бенгал. През 1898 г. и южната част на днешен Мизорам е прехвърлена на Асам. Мизорам е сформиран като отделен щат на 20 февруари 1987 г.

## Икономика
През периода 2011 – 2012 г. брутният вътрешен продукт на Мизорам е бил около 1 млрд. щатски долара. Най-развитите икономически отрасли са земеделието, администрацията и строителството.
През 2013 г. 20,4% от населението е било под линията на бедност.

## Култура

### Религия
Около 87% от населението на Мизорам е съставено от християни (повечето от които презвитерианци), 8,5% от будисти, 2,7% от индуисти, а 1,3% от мюсюлмани. Останалите 0,5% се състоят от сикхи, джайни и други религии.

### Език
Мизо е както официалният, така и най-разпространеният език в Мизорам (говорен от около 73% от населението), макар че в образователната, административната и политическата сфера английският също е широко използван.